# Brahmousin
La race Brahmousin est une race bovine américaine. Le nom provient de la contraction de brahmane et limousin.

## Origine
C'est un hybride de bœuf européen, Bos taurus, et de zébu, Bos taurus indicus. Cette race a été créée dans les années 1970 en croisant la brahmane aux qualités reconnues de résistance aux maladies tropicales et à la chaleur avec la limousine, race hautement productive et à la qualité de viande reconnue. Les éleveurs sont fédérés dans l'ABC, American Brahmousin Council. Les animaux reconnus pure race doivent avoir 3/8 de brahmane et 5/8 de limousin. Le livre généalogique accepte comme parents ceux inscrits dans le registre brahmane, limousin ou brahmousin. Les individus peuvent porter ce nom dès lors qu'ils ont au moins un quart de chacune des deux races.
La race a essaimé dans de nombreux états.

## Morphologie
Il porte une robe uniforme rouge, avec des teintes allant du froment-fauve au rouge acajou sombre. Les mâles sont plus sombres, en particulier au niveau du garrot ou du ventre. Ils ne portent pas de cornes. Leur allure emprunte peu à l'esthétique des zébus : pas de bosse, ni de cornes, juste une peau plus lâche que celle des bovins européens.

## Aptitude
Cette race n'a été créée que pour sa valeur bouchère. Les qualités reconnues du brahmousin sont :
- Bonnes qualités maternelles : fertilité, précocité, facilité de vêlage et bonne lactation.
- Viande de grande qualité gustative et au pourcentage de matière grasse modéré.
- Résistance aux difficultés tropicales: peu sensible à la chaleur et aux maladies parasitaires.
- Prise de poids rapide des veaux, bien adaptée à l'engraissement en feed lots.